# Grand Prix moto de Malaisie 1997
Le  Grand Prix moto de Malaisie 1997 est la première manche du championnat du monde de vitesse moto 1997. La compétition s'est déroulée le 13 avril 1997 sur le circuit de Shah Alam. C'est la 7e édition du Grand Prix moto de Malaisie.

## Classement final 500 cm3
| Pos  | Pilote              | Constructeur | Temps/Écart     | Points |
| ---- | ------------------- | ------------ | --------------- | ------ |
| 1    | Mickael Doohan      | Honda        | 47 min 11 s 545 | 25     |
| 2    | Alex Criville       | Honda        | +11 s 796       | 20     |
| 3    | Nobuatsu Aoki       | Honda        | +13 s 403       | 16     |
| 4    | Luca Cadalora       | Yamaha       | +22 s 231       | 13     |
| 5    | Takuma Aoki         | Honda        | +22 s 609       | 11     |
| 6    | Carlos Checa        | Honda        | +35 s 000       | 10     |
| 7    | Alberto Puig        | Honda        | +35 s 000       | 9      |
| 8    | Norifumi Abe        | Yamaha       | +35 s 000       | 8      |
| 9    | Sete Gibernau       | Yamaha       | +43 s 000       | 7      |
| 10   | Tadayuki Okada      | Honda        | +44 s 000       | 6      |
| 11   | Alex Barros         | Honda        | +44 s 178       | 5      |
| 12   | Régis Laconi        | Honda        | +54 s 819       | 4      |
| 13   | Troy Corser         | Yamaha       | +55 s 433       | 3      |
| 14   | Juan Borja          | Elf 500      | +56 s 163       | 2      |
| 15   | Jurgen vd Goorbergh | Honda        | +1 min 11 s 991 | 1      |
| 16   | Lucio Pedercini     | ROC Yamaha   | +1 tour         |        |
| 17   | Laurent Naveau      | ROC Yamaha   | +1 tour         |        |
| Abd. | Jurgen Fuchs        | Elf 500      | Abandon         |        |
| Abd. | Alessandro Gramigni | Aprilia      | Abandon         |        |
| Abd. | Kirk McCarthy       | ROC Yamaha   | Abandon         |        |
| Abd. | Jean-Michel Bayle   | Modenas      | Abandon         |        |
| Abd. | Frédéric Protat     | ROC Yamaha   | Abandon         |        |
| Abd. | Kenny Roberts Jr    | Modenas      | Abandon         |        |
| Abd. | Daryl Beattie       | Suzuki       | Abandon         |        |

## Classement final 250 cm3
| Pos  | Pilote               | Constructeur | Temps/Écart     | Points |
| ---- | -------------------- | ------------ | --------------- | ------ |
| 1    | Max Biaggi           | Honda        | 45 min 29 s 692 | 25     |
| 2    | Tetsuya Harada       | Aprilia      | +13 s 870       | 20     |
| 3    | Olivier Jacque       | Honda        | +31 s 334       | 16     |
| 4    | Ralf Waldmann        | Honda        | +34 s 599       | 13     |
| 5    | Haruchika Aoki       | Honda        | +34 s 757       | 11     |
| 6    | Tohru Ukawa          | Honda        | +1 min 04 s 000 | 10     |
| 7    | Emilio Alzamora      | Honda        | +1 tour         | 9      |
| 8    | Cristiano Migliorati | Honda        | +1 tour         | 8      |
| 9    | Jeremy McWilliams    | Honda        | +1 tour         | 7      |
| 10   | Oliver Petrucciani   | Aprilia      | +1 tour         | 6      |
| 11   | Osamu Miyazaki       | Yamaha       | +1 tour         | 5      |
| 12   | Eustaquio Gavira     | Aprilia      | +1 tour         | 4      |
| 13   | Franco Battaini      | Yamaha       | +1 tour         | 3      |
| 14   | Noriyasu Numata      | Suzuki       | +1 tour         | 2      |
| 15   | Luca Boscoscuro      | Honda        | +1 tour         | 1      |
| Abd. | Idalio Gavira        | Aprilia      | Abandon         |        |
| Abd. | Takeshi Tsujimura    | TSR-Honda    | Abandon         |        |
| Abd. | Luis d'Antin         | Yamaha       | Abandon         |        |
| Abd. | Kurtis Roberts       | Aprilia      | Abandon         |        |
| Abd. | José Luis Cardoso    | Yamaha       | Abandon         |        |
| Abd. | William Costes       | Honda        | Abandon         |        |
| Abd. | Jamie Robinson       | Suzuki       | Abandon         |        |
| Abd. | Stefano Perugini     | Aprilia      | Abandon         |        |
| Abd. | Sebastian Porto      | Aprilia      | Abandon         |        |
| Abd. | Loris Capirossi      | Aprilia      | Abandon         |        |

## Classement final 125 cm3
| Pos  | Pilote             | Constructeur | Temps/Écart     | Points |
| ---- | ------------------ | ------------ | --------------- | ------ |
| 1    | Valentino Rossi    | Aprilia      | 48 min 09 s 930 | 25     |
| 2    | Kazuto Sakata      | Aprilia      | +0 s 994        | 20     |
| 3    | Noboru Ueda        | Honda        | +32 s 198       | 16     |
| 4    | Mirko Giansanti    | Honda        | +36 s 833       | 13     |
| 5    | Masaki Tokudome    | Aprilia      | +37 s 502       | 11     |
| 6    | Jorge Martínez     | Aprilia      | +46 s 000       | 10     |
| 7    | Tomomi Manako      | Honda        | +47 s 000       | 9      |
| 8    | Yoshiaki Katoh     | Yamaha       | +47 s 000       | 8      |
| 9    | Frédéric Petit     | Honda        | +59 s 000       | 7      |
| 10   | Lucio Cecchinello  | Honda        | +1 min 00 s 000 | 6      |
| 11   | Jaroslav Huleš     | Honda        | +1 min 04 s 866 | 5      |
| 12   | Masao Azuma        | Honda        | +1 min 17 s 538 | 4      |
| 13   | Ivan Goi           | Aprilia      | +1 min 21 s 966 | 3      |
| 14   | Dirk Raudies       | Honda        | +1 min 24 s 784 | 2      |
| 15   | Josep Sarda        | Honda        | +1 min 31 s 435 | 1      |
| 16   | Gianluigi Scalvini | Honda        | +1 min 40 s 017 |        |
| 17   | Roberto Locatelli  | Honda        | +1 min 40 s 068 |        |
| 18   | Manfred Geissler   | Honda        | +1 tour         |        |
| 19   | Angel Nieto Jr     | Aprilia      | +1 tour         |        |
| 20   | Chao Chee Hou      | Yamaha       | +1 tour         |        |
| 21   | Steve Jenkner      | Aprilia      | +1 tour         |        |
| 22   | Gino Borsoi        | Yamaha       | +1 tour         |        |
| Abd. | Shahrol Yuzy       | Honda        | Abandon         |        |
| Abd. | Peter Öttl         | Aprilia      | Abandon         |        |
| Abd. | Enrique Maturana   | Yamaha       | Abandon         |        |
| Abd. | Youichi Ui         | Yamaha       | Abandon         |        |
| Abd. | Garry McCoy        | Aprilia      | Abandon         |        |